# Arbuzove, Pervomaiske
Arbuzove (în ucraineană Арбузове) este un sat în comuna Pravda din raionul Pervomaiske, Republica Autonomă Crimeea, Ucraina.

## Demografie
Componența lingvistică a localității Arbuzove
     Rusă (56,85%)
     Tătară crimeeană (21,92%)
     Ucraineană (19,86%)
     Alte limbi (0,34%)
Conform recensământului din 2001, majoritatea populației localității Arbuzove era vorbitoare de rusă (56,85%), existând în minoritate și vorbitori de tătară crimeeană (21,92%) și ucraineană (19,86%).